# Parafia Trójcy Świętej w Opawicy
Parafia pw. Trójcy Świętej w Opawicy – parafia rzymskokatolicka znajdująca się w Opawicy. Należy do dekanatu Głubczyce diecezji opolskiej.

## Historia
W miejscowościach Chomiąża, Krasne Pole i Radynia znajdują się kościoły filialne. Obszar parafii należał pierwotnie do diecezji ołomunieckiej, znajdując się na terenie tzw. dystryktu kietrzańskiego, który do diecezji opolskiej został włączony w 1972.
W latach 2018–2022 proboszczem parafii był ks. Mariusz Pełechaty. Od 2022 proboszczem parafii jest ks. Sławomir Krawczyk. 

## Galeria

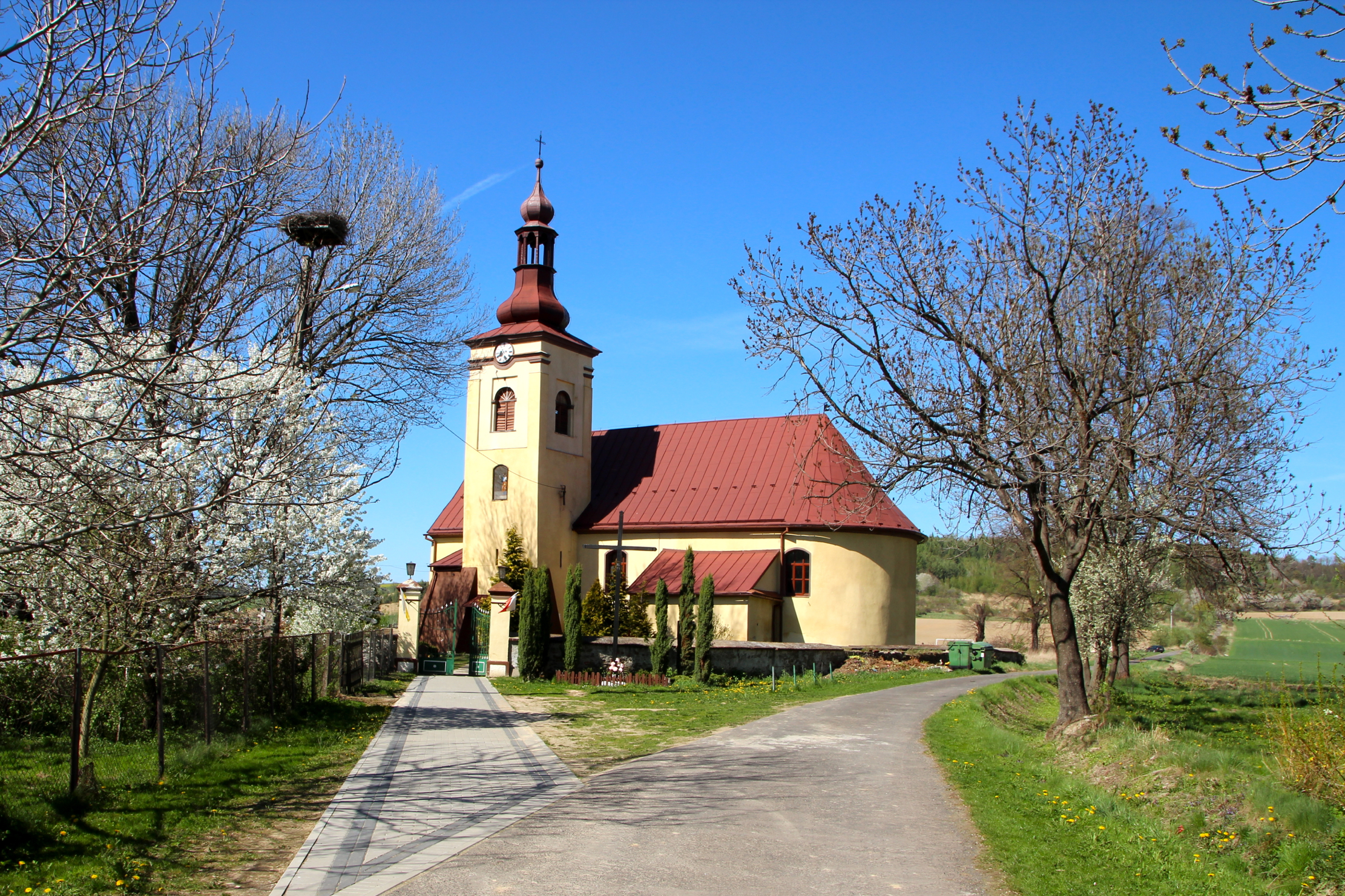
Kościół św. Jana Chrzciciela w Chomiąży
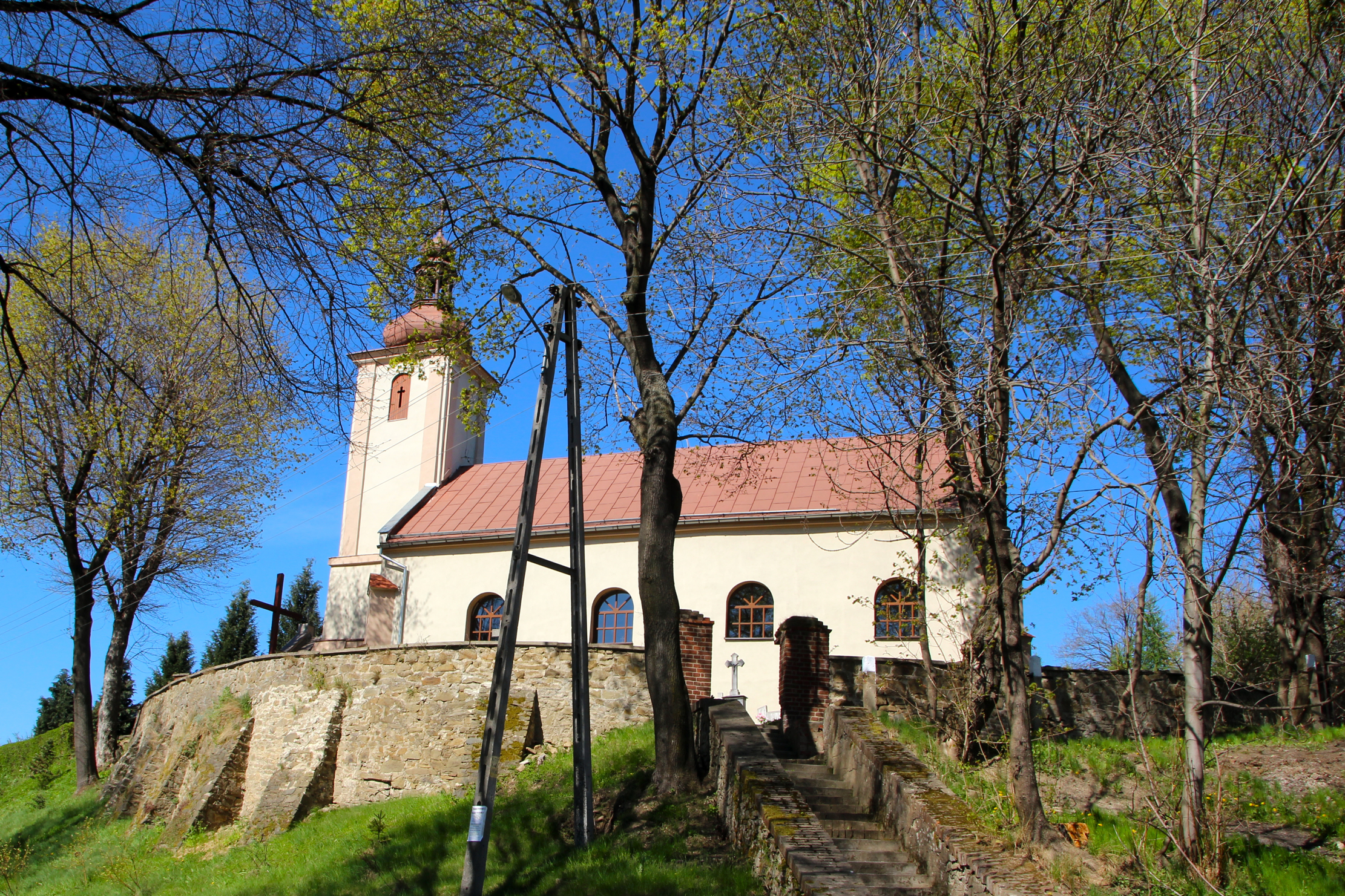
Kościół św. Marii Magdaleny w Krasnym Polu
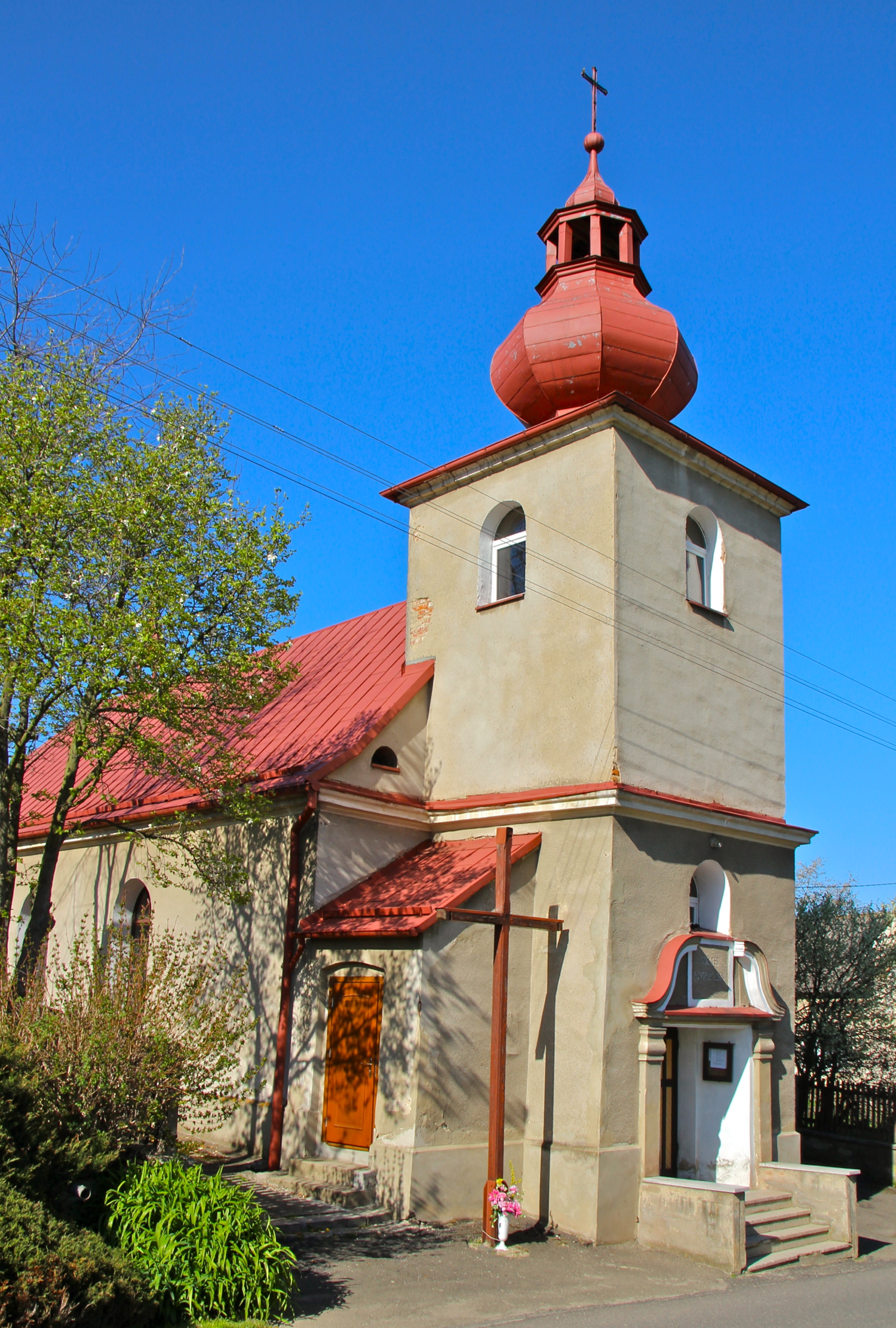
Kościół w Radyni